# Sowinko
Sowinko [sɔˈvinkɔ] (anciennement, en allemand Neu Zowen) est un village du district administratif de la gmina de Polanów, dans le comté de Koszalin, dans la voïvodie de Poméranie-Occidentale, dans le nord-ouest de la Pologne.

## Géographie
Sowinko s'étend sur environ 16 kilomètres (10 mi) au nord-ouest de Polanów, 21 km (13 mi) à l'est de Koszalin, et 153 km (95 mi) au nord-est de la capitale régionale Szczecin.

## Histoire
Avant 1945, la région faisait partie de l'Allemagne.

## Population
Le village compte quelque 100 habitants.